# Vila-rubla
Vila-rubla es una localidad española del municipio de Montferrer i Castellbò, perteneciente a la provincia de Lérida, en la comunidad autónoma de Cataluña.

## Toponimia
El nombre del lugar puede encontrarse referido con las variantes Vilarrubla y Vila-rubla.

## Historia
Hacia mediados del siglo XIX, el lugar, por entonces perteneciente a Guils, tenía contabilizada una población de 23 habitantes. Aparece descrito en el decimosexto volumen del Diccionario geográfico-estadístico-histórico de España y sus posesiones de Ultramar de Pascual Madoz de la siguiente manera:

VILARRUBLA: l. en la prov. de Lérida (26 leg.). part. jud. y dióc. de Seo de Urgel (4), aud. terr. y c. g. de Barcelona (26), ayunt. de Guils. sit. en un pequeño valle; su clima es frio. Tiene 6 casas; igl. anejo de Guils; cementerio y una fuente do buenas aguas. Confina N. la matriz; E. Solans; S. Castellas, y O. Viscarbé. El terreno es de mala calidad y de secano. Los caminos dirigen á Pallerols, Sort y Seo de Urgel, de cuyo último punto se recibe la correspondencia. prod.: trigo, legumbres, patatas y pastos; cria ganado lanar, cabrío y de cerda, y caza de perdices, liebres y conejos. pobl.: 5 vec., 23 alm. contr. con el ayuntamiento.
(Madoz, 1850, p. 85)

En la actualidad pertenece al municipio de Montferrer i Castellbò. En 2022, tenía empadronado 1 habitante.